# Bordados de Lagartera
Los bordados de Lagartera son la culminación de un conjunto de procesos textiles o labores que desde 2023 son Bien de Interés Cultural (BIC), en la categoría de Bien Inmaterial. Este bordado es una tradición popular que sigue vigente y ha logrado desarrollar un estilo propio, extendiéndose desde Lagartera por la provincia de Toledo e influenciando el bordado de Oropesa y Talavera.

## Lagartera
Lagartera es un municipio de la provincia de Toledo, ubicado en la comarca de la Campana de Oropesa. Su economía se basa en la ganadería, la agricultura y el trabajo textil, una actividad tradicionalmente vinculada a las mujeres y al ámbito doméstico.
Se cree que los primeros pobladores de la zona fueron los Vetones, un pueblo celta, como lo indican la presencia de berracos y antiguas cañadas ganaderas, posteriormente aprovechadas por los romanos para sus calzadas. Lagartera se encuentra en la vía romana que conectaba Caesaraugusta con Augusta Emerita. Los asentamientos de Lagartera y localidades cercanas pudieron haberse originado durante la Reconquista, con la llegada de mozárabes emigrados del sur. El núcleo más antiguo del municipio, conocido como Toledillo o "Toleíllo", estaba situado en una elevación rocosa y contaba con una iglesia cristiana hoy desaparecida. Este territorio pertenecía a la Comunidad de Villa y Tierra de Ávila y estuvo bajo la jurisdicción de la diócesis de Ávila hasta 1955.

## Contexto
La técnica de bordar recibió la denominación de "labrar" y "labrandera" era la bordadora tal como dice Sebastián de Covarrubias en el Tesoro de la Lengua  publicado en 1611.
Las técnicas y decoraciones textiles de las labores lagarteranas tienen su origen en antiguas tradiciones heredadas y adaptadas desde la época medieval. Un testimonio del sacerdote Pedro España, de 1836, menciona la lealtad de los habitantes de Lagartera a su vestimenta tradicional.
La industria del bordado lagarterano surgió a partir de la Desamortización de Mendizábal, cuando el Ayuntamiento de Lagartera en 1853 debió de vender parte de sus propiedades comunitarias, debido a la extrema pobreza en que estaba. Los bordados, ajuares y trajes fueron vendidos tanto a compradores privados como a instituciones y coleccionistas. Su difusión también se vio impulsada, ya en el siglo XX, por el mural de Joaquín Sorolla Regiones de España, encargado por la Sociedad Hispánica de América de Nueva York en el que aparecían retratados gentes de Lagartera con sus trajes tradicionales. Ortiz Echagüe también plasmó en las fotografías de su libro España: Tipos y trajes la riqueza de los trajes lagarteranos.
Los bordados, mantelerías y ajuares de Lagartera se comercializaban en distintas ciudades, e incluso se realizaban encargos personalizados. Las mujeres que se encargaban de llevar estos productos solían viajar vistiendo el llamativo traje regional, lo que ayudaba a destacar y promocionar su trabajo.

## Proceso

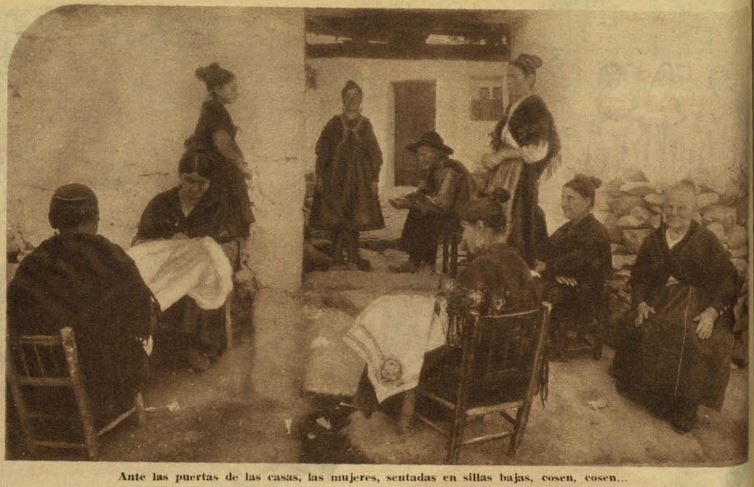
Bordadoras lagarteranas en 1931

Tradicionalmente, los bordados de Lagartera se han realizado sobre telas de lino de fabricación casera, ya que era común que las casas tuvieran telares domésticos. La anchura de la tela dependía del tamaño del telar, por lo que a menudo se añadían piezas unidas con randas, mientras que otras costuras se disimulaban con bordados superpuestos. Los hilos utilizados eran principalmente de lana o estambre, teñidos tras su fabricación, aunque también se empleaba seda, especialmente para bordar las cintas de los galones de la vestimenta femenina.
Estas labores comienzan con la preparación de telas en el hogar para luego ser trabajadas y decoradas. Para ello, se usan diferentes tipos de agujas e hilos de diversos materiales y colores, como lana o seda. Además, se aplican técnicas específicas, como deshilados en la trama y la urdimbre del tejido.

## Motivos
Los bordados de Lagartera presentan una gran variedad de motivos ornamentales. Entre ellos se encuentran diseños de origen oriental, como el "árbol de la vida" sumerio, representado con pequeñas aves enfrentadas y rodeadas de elementos florales estilizados. También se incluyen volutas celtas en forma de eses y espirales, diseños medievales inspirados en la rejería y motivos del arte textil del siglo XV con frutos secos y elementos renacentistas. La influencia del Renacimiento en los bordados lagarteranos está vinculada a la cerámica de Talavera, que desde el siglo XVI introdujo nuevas formas decorativas. Estas influencias, vistas de manera constante en los alfares talaveranos, inspiraron a las bordadoras lagarteranas para crear grecas y adornos florales de estilo renacentista, los cuales se reflejan especialmente en los bordados al deshilado y en la ropa de cama con temas religiosos.
Los motivos se organizan de manera repetitiva en amplias cenefas, resaltando en el centro los diseños de mayor tamaño. Otra disposición común es dividir la superficie en cuadrados mediante cenefas sencillas, colocando dentro los distintos elementos decorativos.
En cuanto al color, los bordados más antiguos suelen estar hechos con hebra negra de lana, utilizada en prendas como gorgueras, camisas de “ras” y paños de ofrenda. También existen bordados policromados, donde predominan los colores rojo, azul, amarillo y verde, además de tonalidades más suaves como los tostados y el coral, caracterizados por sus contornos finos.

## Técnicas
- Bordado de hilos contados o “de por cuenta”: Es una de las técnicas más antiguas basada en contar los hilos de la tela para igualar el número de pasadas con hilos de distintos colores. Dentro de esta técnica, se encuentran variantes como los tijirillos o tejidillos, que presentan patrones geométricos simétricos con efecto positivo-negativo, así como los repulgos, vainicas, medio punto, crucetas, pespuntes y acolchado.[5]
- Deshilado: Esta técnica consiste en retirar parte de los hilos de la trama y la urdimbre del tejido sin eliminar más del 50% de su estructura. Se aplica a diversas piezas tradicionales como sábanas, delanteras, enaguas, calzoncillos, paños de manos y colgaduras.[5]
- Bordado a dibujo: Se realiza trazando un diseño sobre la tela con lápiz, hilván o jaboncillo, para luego rellenarlo con hilos de colores siguiendo un patrón. Esta técnica se emplea en las gorgueras más apreciadas. Los puntos más utilizados en este tipo de bordado son el punto de cadeneta y el punto al pasado.[5]
- Encajes: Existen variantes como las randas y las espiguillas, que sirven para unir dos piezas mediante nudos siguiendo un patrón o para decorar prendas. Son técnicas elaboradas que requieren gran precisión y habilidad.[5]

## Reconocimientos
- En 1961 el Gobierno español encargó a un grupo de mujeres de Lagartera elaborar una mantelería que se iba a regalar a la reina de Holanda, Juliana de los Países Bajos.[6] Este trabajo, del que se hizo cargo Josefa Alía, consolidó el prestigio de los bordados lagarteranos como un símbolo de delicadeza y perfección artesanal.[7] Alía fue nombrada, en 1962, Proveedora de Su Alteza Real el Príncipe de los Países Bajos con derecho a usar sus armas.[8]
- En 2023 el Gobierno de Castilla-La Mancha acordó declarar como Bien de Interés Cultural, con la categoría de Bien Inmaterial, las labores de Lagartera (Toledo): sus indumentarias y otras producciones textiles.[9] [10]